# Al-Muharraq SC
L'Al-Muharraq Sports Club (àrab: نادي المحرق العربي, Nādī al-Muḥarraq al-ʿArabī, Club Àrab d'al-Muhàrraq) és un club de futbol de Bahrain, de la ciutat d'Al Muharraq. A més del futbol té seccions en altres esports com el basquetbol o el voleibol.

## Història

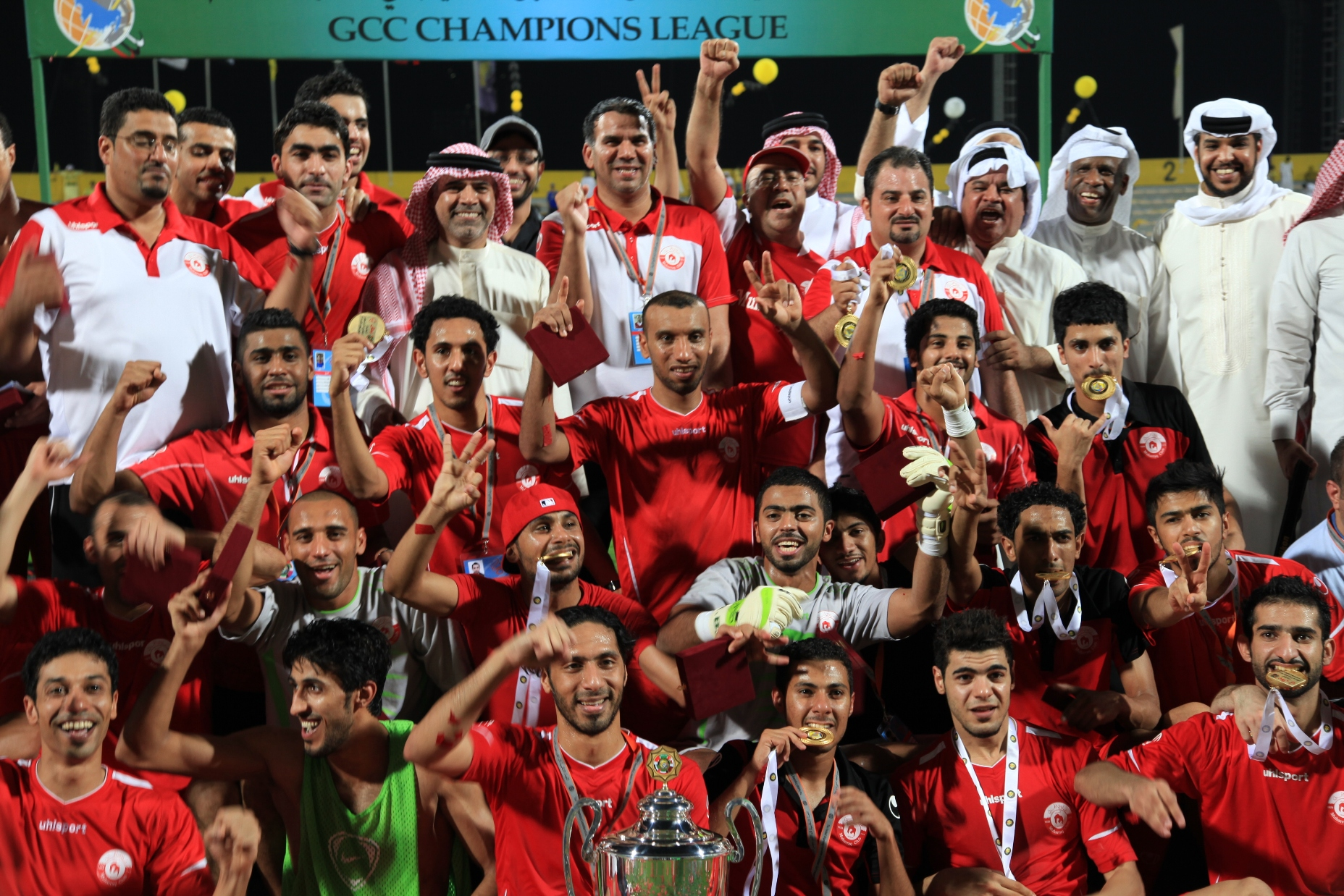
Al Muharraq campió de la Lliga de Campions del Golf.

El Muharraq Club va ser fundat el 1928 i és un dels clubs més antics del Golf Pèrsic.

## Palmarès
- Lliga de Bahrain de futbol:[1]

1957, 1958, 1960, 1961, 1962, 1963, 1964, 1965, 1966, 1967, 1970, 1971, 1973, 1974, 1976, 1980, 1983, 1984, 1986, 1988, 1991, 1992, 1995, 1999, 2001, 2002, 2004, 2006, 2007, 2008, 2009, 2011, 2015, 2018, 2025
- Copa del Rei de Bahrain de futbol:[2]

1952, 1953, 1954, 1958, 1959, 1961, 1962, 1963, 1964, 1966, 1967, 1972, 1974, 1975, 1978, 1979, 1983, 1984, 1989, 1990, 1993, 1995, 1996, 1997, 2002, 2005, 2008, 2009, 2011, 2012, 2013, 2016, 2020
- Copa Federació de Bahrain:[2]

2005, 2009, 2012, 2020, 2021
- Copa Príncep de la Corona de Bahrain:[2]

2001, 2006, 2007, 2008, 2009
- Copa Elite de Bahrain:[2]

2018-19
- Supercopa de Bahrain de futbol:[2]

2006, 2013, 2018
- Copa de l'AFC de futbol:[3]

2008
- Lliga de Campions del Golf:[4]

2012

## Jugadors destacats
- Humood Sultan
- Athbi Al-Jalahma